# Hakim Ludin
Hakim Ludin (Kabul, 6 mei 1955) is een Afghaanse percussionist.

## Biografie
In Afghanistan kreeg hij zes jaar tabla-onderricht. Ludin kwam in 1975 naar Duitsland. Hij speelde met de avant-gardeband Sohra en in meerdere jazz- en rockformaties. Vanaf 1981 studeerde hij drums en percussie (afronding als gediplomeerd orkestmuzikant) aan de Hochschule für Musik Karlsruhe. Hij werkte met de hr-bigband, Jeff Hamilton, Daniel Messina, Jonas Hellborg, Terry Bozzio, Alex Acuña en als studiomuzikant. Hij publiceerde leerboeken over Afro-Cubaanse en Afro-Braziliaanse ritmen en hij treedt op als solopercussionist.
Ludin speelt in de volgende projecten: 
- bij Koinoor met Dave King
- het Global Jazz Trio
- het World Percussion Trio
- bij Planet Lounge
- in het trio met Patrick Bebelaar en Frank Kroll
- in het duo Florian Meierott

Met Konstantin Wecker ging hij op tournee, om het album Am Flussufer (2005) voor te stellen. In 2010 ging Ludin met Hannes Wader, Konstantin Wecker, Nils Tuxen en Jo Barnikel op de Kein Ende in Sicht-tournee.

## Discografie
- 1996: The Silk Road (Bellaphon) met Roland Schaeffer
- 1996: One World Percussion
- ????: Peace for Kabul met Lenny MacDowell und Dhafer Youssef
- 2002: Electric Bolero met Christoph Spendel
- 2005: Nazim met Christoph Spendel
- 2005: Am Flussufer met Konstantin Wecker
- 2005: Am Flussufer Live in München
- ????: Kein Ende in Sicht live-cd met Hannes Wader, Konstantin Wecker, Nils Tuxen, Jo Barnikel